# Киро Киров
 Тази статия е за българския офицер.  За българския революционер вижте Киро Киров (революционер).  
Киро Костадинов Киров е български инженер, офицер, генерал-майор.

## Биография
Роден е на 3 декември 1932 г. в Стралджа. Завършва Военновъздушно училище за щурмани и свързочници в Божурище през 1953 г. През 1956 г. завършва курс за радио оборудване на самолети. Между 1956 и 1960 г. последователно е командир на взвод и рота в 154-та свързочна школа на ВВС в Телиш. След това до 1965 г. е щурман на звено в 135 авиобатальон в Ямбол. От 1959 до 1960 г. е сътрудник на Държавна сигурност в качеството на резидент. През 1965 г. завършва Военната свързочна академия „С.М.Будьони“ в СССР, а през 1975 г. и Военната академия на Генералния щаб на армията на СССР „Климент Ворошилов“. В периода 1975 – 1977 г. е началник на свързочния отдел и началник на свръзките на първа армия. Между 1977 и 1983 г. е началник-щаб на Управление „Свързочни войски“. От 1983 до 1987 г. е главен конструктор на Комплексната автоматизирана система за страната и въоръжените сили. В периода септември 1987 – 10 септември 1992 г. е началник на Управление „Свързочни войски“. Повишен в чин генерал-майор от 1986 г. Излиза в запаса през 1993 г. След като се пенсионира започва работа в ДСО „Електрон“ и Електрон прогрес ЕАД, където ръководи екип за разработване на свързочни системи и апаратури за граждански и военни цели (1994 – 2007). Награждаван е с орден „9 септември 1944 г.“ – II ст. и бойно Червено знаме.

## Образование
- Военно въздушно училище за щурмани и свързочници, Божурище (до 1953)
- Военна свързочна академия „Семьон Будьони“, СССР (до 1965), инженерен профил
- Военна академия на Генералния щаб на армията на СССР „Климент Ворошилов“, СССР (до 1975)